# Wolstein Center
Le Bert L. & Iris S. Wolstein Convocation Center ou simplement Wolstein Center (anciennement connu sous le nom de CSU Convocation Center) est une salle omnisports située à Cleveland dans l'Ohio.
Il est le domicile de l'équipe de basket-ball de l'université d'État de Cleveland, les Vikings de Cleveland State. Il fut l'ancien terrain de jeu du Crunch de Cleveland et du Force de Cleveland de la NPSL et Major Indoor Soccer League. Le Wolstein Center a une capacité de 13 610 places pour le basket-ball, et (avec les sièges additionnels) peut accueillir 15 000 spectateurs pour les concerts et le catch.

## Histoire
Achevé le 1er novembre 1991 pour un coût de $55 millions de dollars, ce fut la plus grande arène sportive possédée par une université dans l'État de l'Ohio jusqu'à l'achèvement de la Value City Arena de l'université d'État de l'Ohio.
Le bâtiment a été rebaptisé Wolstein Center le 21 janvier 2005, bien qu'il reste encore connu sous le surnom de « Convo » Center.

## Événements
- Tournoi de basket-ball masculin de la Mid-Continent Conference, 1992
- PBR Bud Light Cup, 2000 et 2001
- Tournoi de basket-ball masculin de la Horizon League, 2002
- WWE Raw, 26 janvier 2009